# Lac de Capitello
Der Lac de Capitello (korsisch Lavu di Capitellu) ist ein See auf Korsika im Département Haute-Corse, gelegen im Hochtal Restonica etwa 15 km von Corte.

## Geografie
Der See liegt in der Nähe (ca. eine Stunde steiler Aufstieg) des Lac de Melo.
Der Lac de Capitello ist der tiefste natürliche See Korsikas (max. 42 m) und der viertgrößte, was die Fläche angeht (5,5 ha). Er ist von Berggipfeln mit einer Höhe bis 2230 m umgeben und während mehr als acht Monaten im Jahr zugefroren.
In der Hochsaison wird der See pro Tag von bis zu 1200 Wanderern besucht, was für das empfindliche Ökosystem ein Problem darstellt.

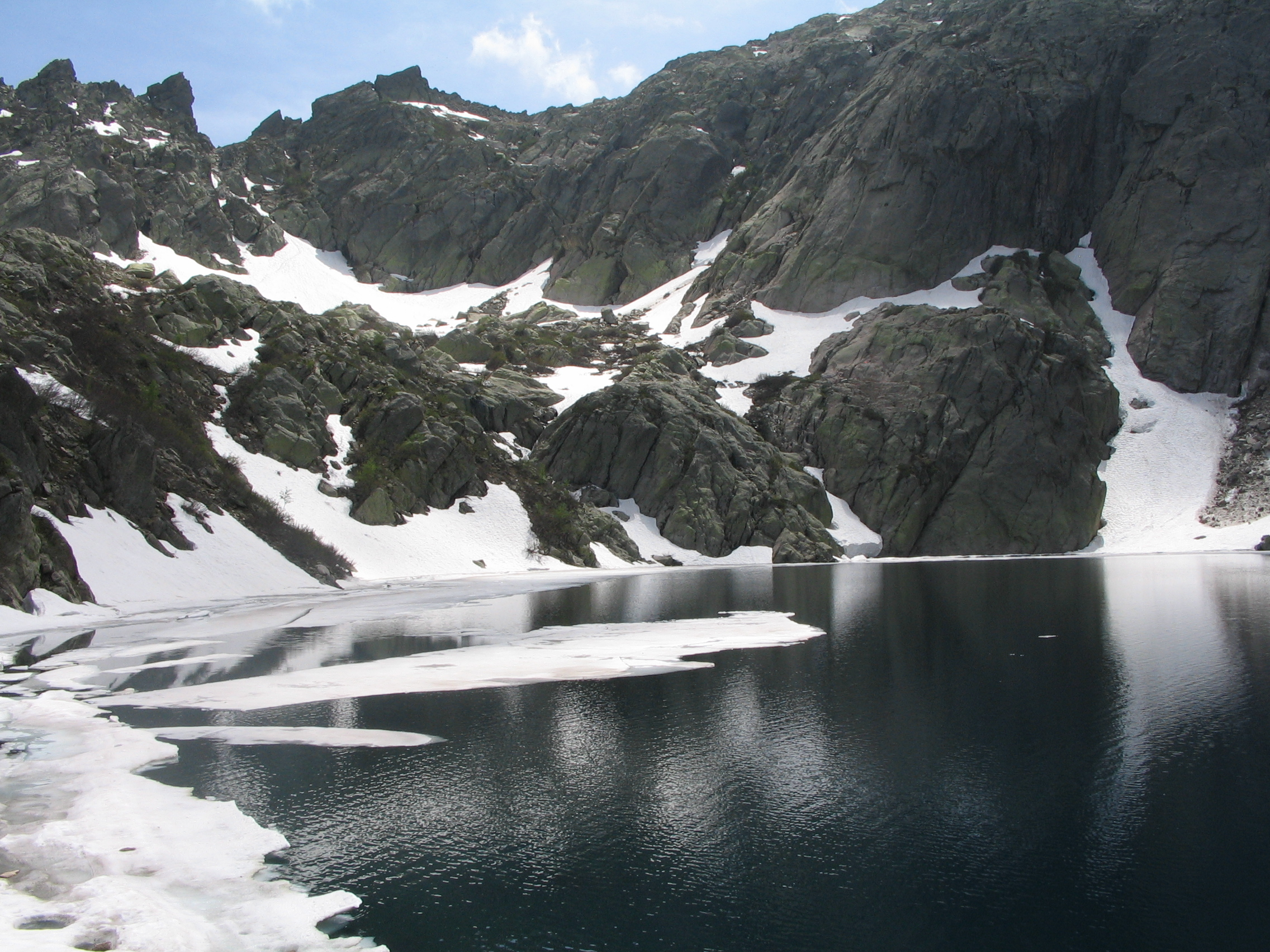
Kurz nach dem Auftauen
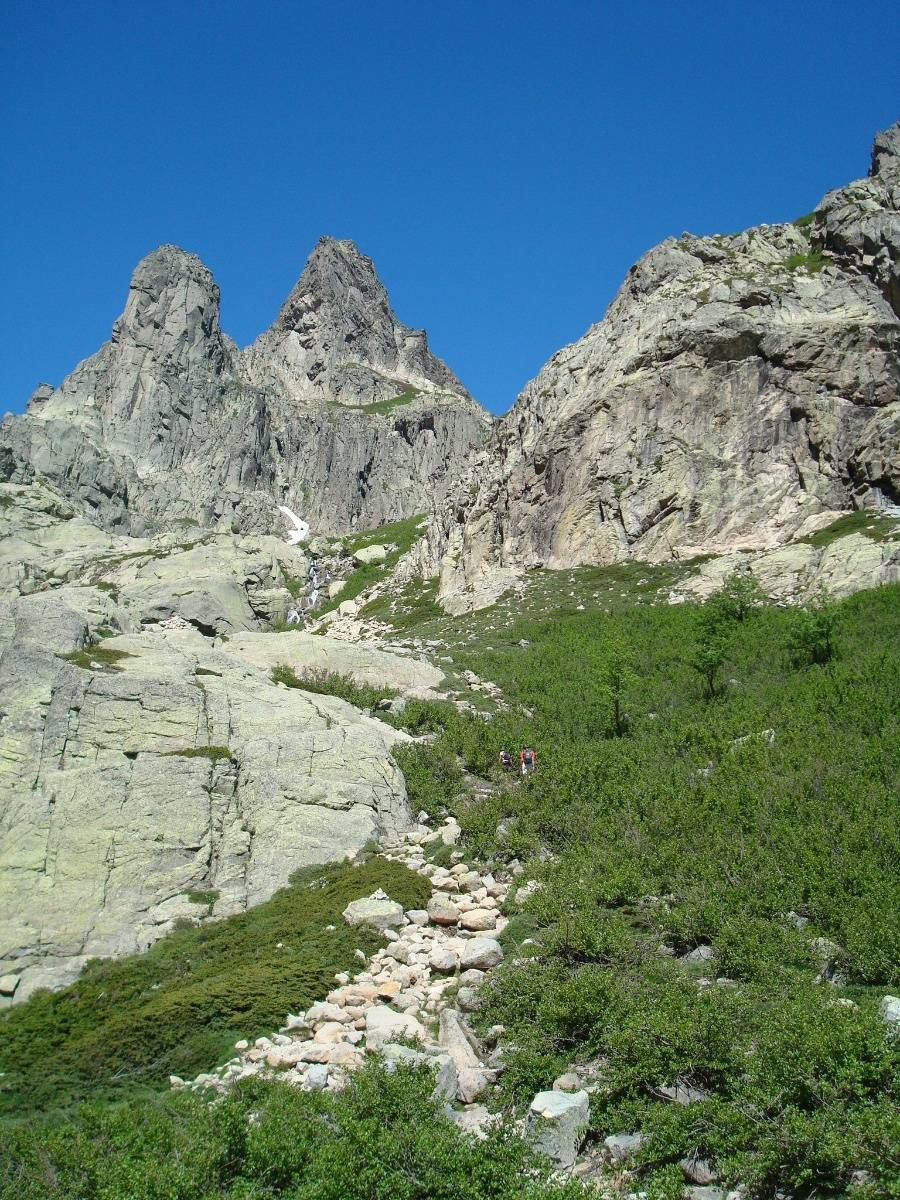
Beginn des Pfades vom Lac de Melo zum Lac de Capitello
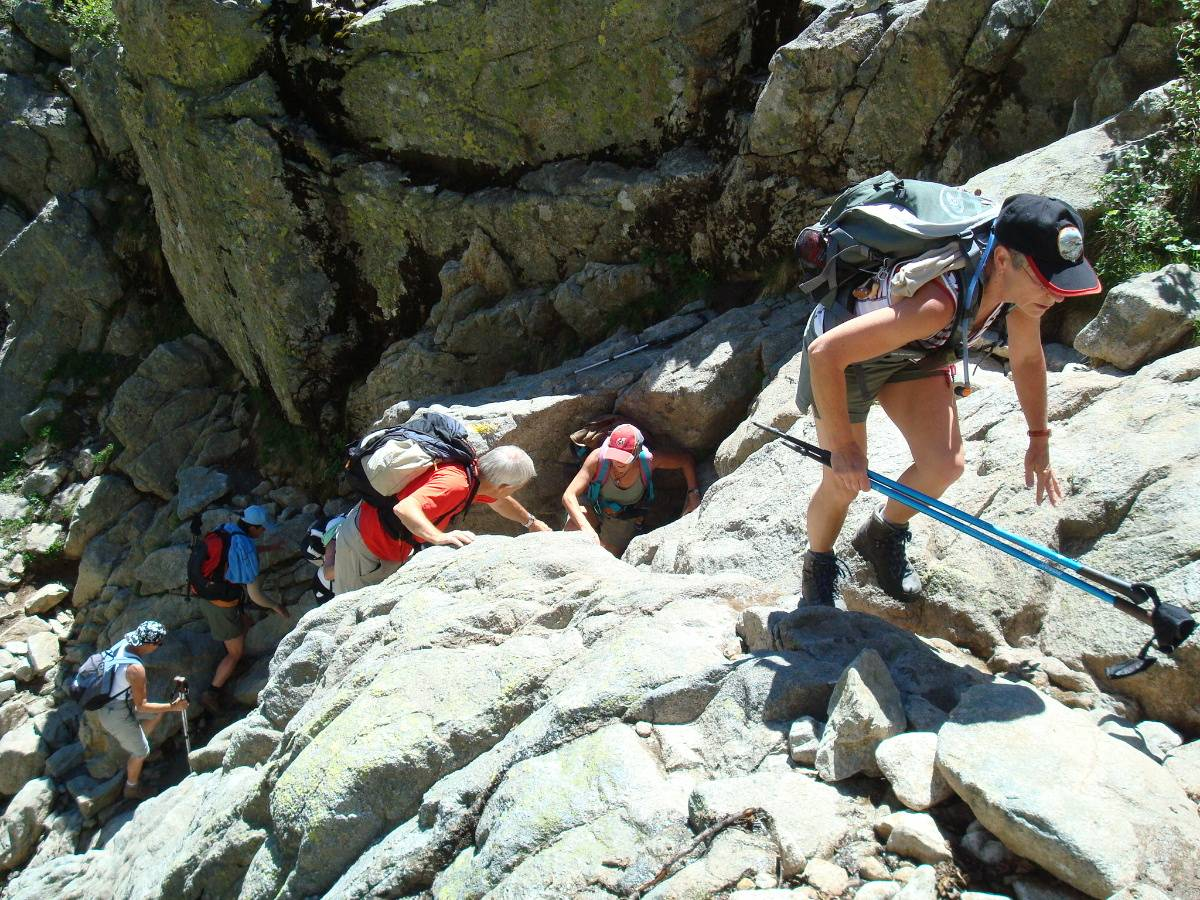
Leichte Kletterpassage vom Lac de Melo zum Lac de Capitello
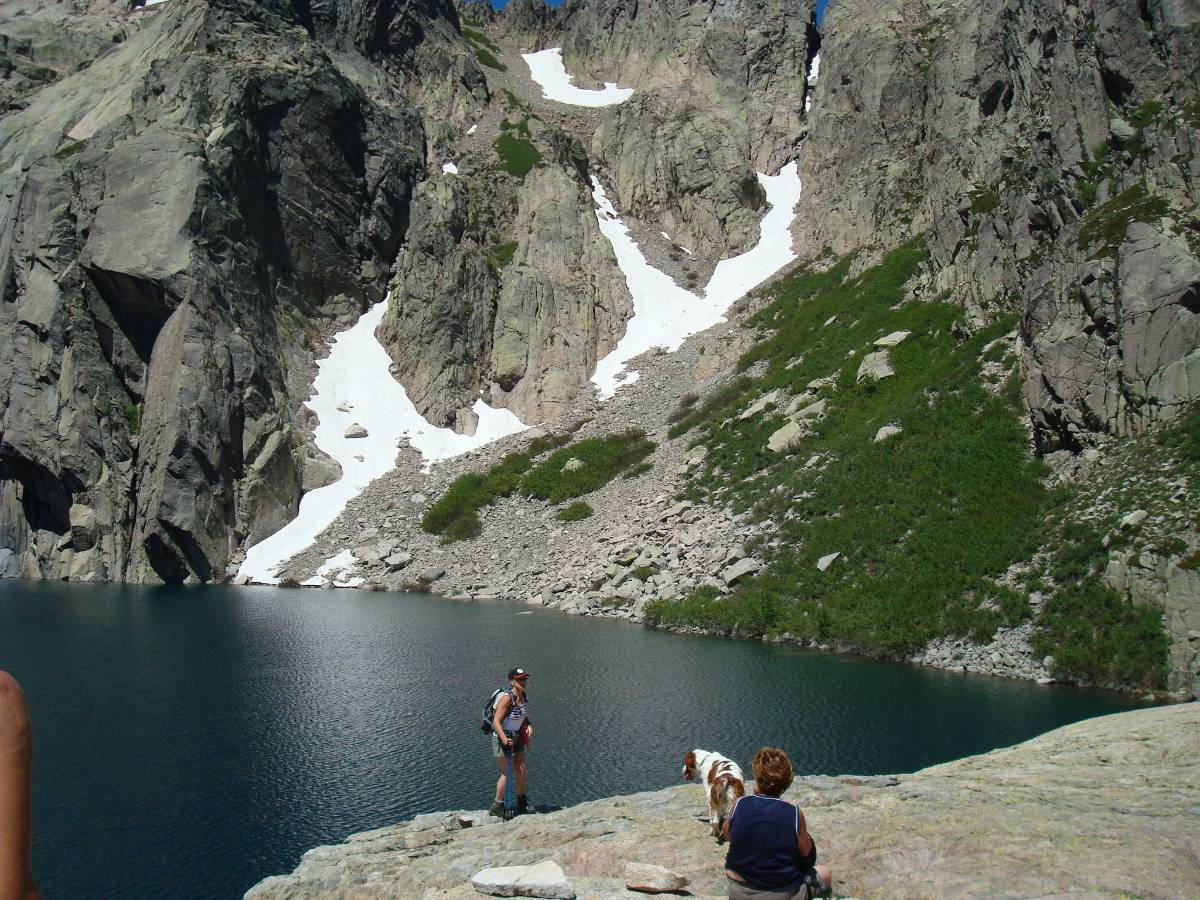
Der See mit Schneeresten
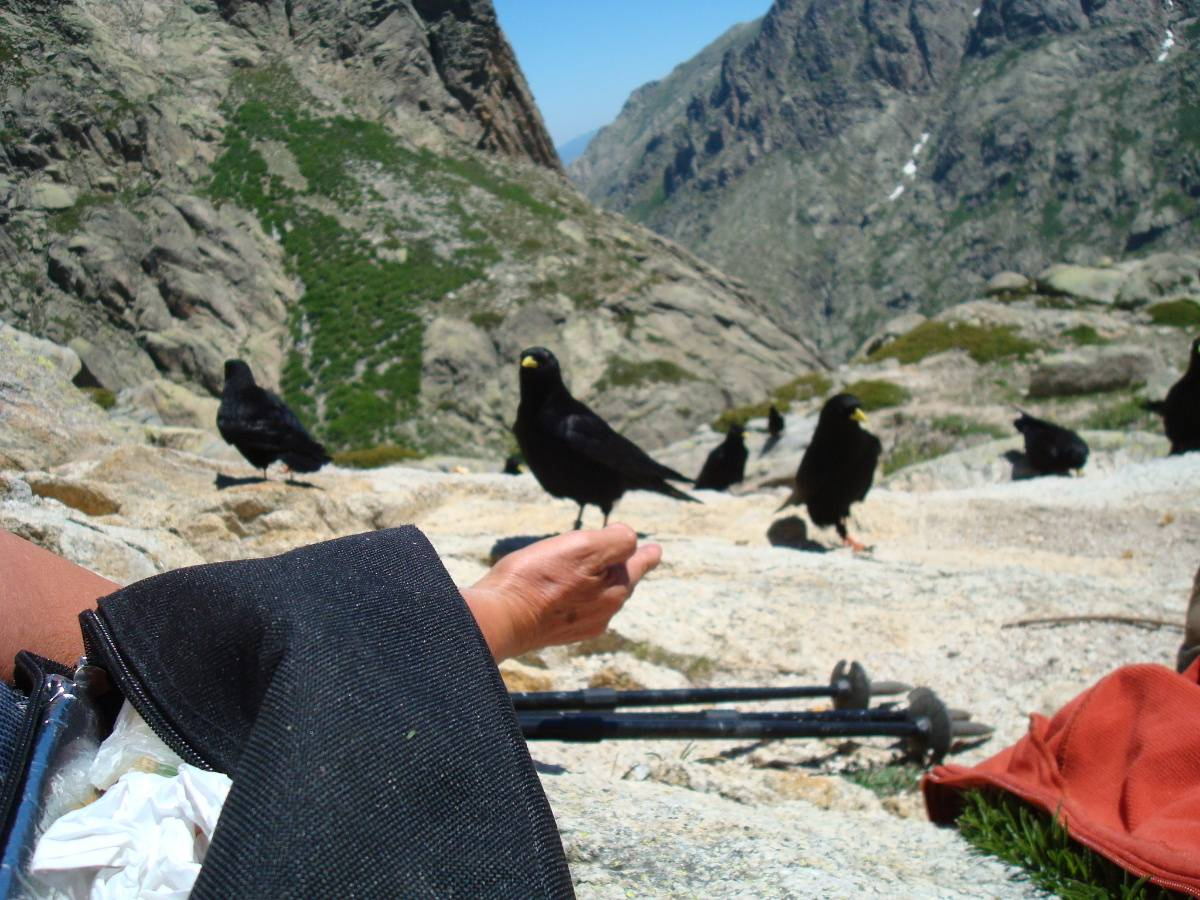
Alpendohlen bei der Futtersuche